# Director Suprem de les Províncies Unides del Riu de la Plata
El Director Suprem de les Províncies Unides del Riu de la Plata va ser el poder executiu unipersonal creat el 31 de gener del 1814 per l'Assemblea de l'Any XIII per a les Províncies Unides del Riu de la Plata, d'acord amb el qual, un director suprem exercia el govern per un mandat de dos anys.
A diferència dels governs que van tenir lloc després de la Revolució de Maig l'autoritat era exercida per una sola persona enlloc d'un grup de persones, procurant així fer front a l'amenaça de l'Exèrcit Reialista, agreujada pels enfrontaments interns patriotes. El títol no tenia les característiques pròpies d'un sistema presidencial.
Comunament conegut amb el nom institucional de Directori, i amb la finalitat d'evitar els abusos de poder, havia d'estar integrat a més per un Consell d'Estat format per set persones, i havien de respondre davant d'un Congrés destinat a exercir les funcions legislatives.

## Creació del Directori
Al setembre del 1813, l'Assemblea de l'Any XIII va decidir suspendre les seves sessions, facultant al poder Executiu d'obrar amb absoluta independència, amb plens poders, amb l'única obligació de retre comptes a l'Assemblea en la seva primera sessió de les mesures extraordinàries que haguèssin près.
El 1r d'octubre del 1814 es va donar la facultat a cinc diputats per convocar a l'Assemblea només en cas de gravetat i per assumptes urgents, mantenint així les facultats atorgades al Poder Executiu.
A petició del Poder Executiu, el gener de 1814, es va convocar als diputats per fer una sessió. El Triumvirat, dirigir-se a l'Assemblea i va expressar: "La experiència del comandament i el coneixement immediat de les nostres transaccions han ensenyat a aquest govern a donar l'impuls que requereixen les nostres empreses, i el to que els nostres negocis exigeixen, i la concentració del poder en una sola mà"
Després d'extensos debats, l'Assemblea va reformar -el 26 de gener del 1814- al Poder Executiu creat pel Directori.

## Directors suprems i durada del mandat
| Imatge | Director suprem             | Període                                    |
|        | Gervasio Antonio de Posadas | 22 de gener del 1814 - 9 de gener del 1815 |
|        | Carlos María d'Alvear       | 10 de gener - 15 d'abril del 1815          |
|        | Ignacio Álvarez Thomas      | 20 d'abril del 1815 - 16 d'abril del 1816  |
|        | Antonio González Balcarce   | 16 d'abril del 1816 - 3 de maig del 1816   |
|        | Juan Martín de Pueyrredón   | 3 de maig del 1816 - 11 de juny del 1819   |
|        | José Rondeau                | 11 de juny del 1819 - 1 de febrer del 1820 |
|        | Juan Pedro Aguirre          | Del 1 a l'11 de febrer del 1820            |

Després de la renúncia de José Rondeau, provocada per la derrota a la Batalla de Cepeda, va assumir interinament Juan Pedro Aguirre, qui no va poder mantenir-se al seu càrrec, per la qual cosa el Congrés es va dissoldre i el Cabildo va assumir el comandament de la ciutat i la província de Buenos Aires. Amb la dissolució del Congrés es va iniciar l'anomenada Anarquia de l'Any XX. Dies després es va nombrar una Junta de Representants amb la missió de nombrar un nou governador.
A partir d'allí, amb la manca d'una constitució que regulés l'organització del país, la conducció de la Províncies Unides Del Riu de la Plata va ser exercida de forma fàctica pels governadors de Buenos Aires. Legalment només es van encarregar de les relacions exteriors, però el maneig del port de Buenos Aires els va permetre exercir una forta pressió política sobre les províncies de l'interior.